# 物部古丸
物部 古丸（もののべ の こまろ）は、奈良時代の遠江国榛原郡の人物。古麻呂とも。
『日本霊異記』下巻第三五縁に登場する。

## 概要
光仁天皇の時代に、肥前国松浦郡の火君氏が急死し、琰魔国に至るが、死期に合わず返された。現世に帰る途中、釜のような地獄で煮られていた、遠江国榛原郡の物部古丸という男に呼び止められ、在世中に白米の綱丁を勤めていた時の悪行によって苦を受けているので、法華経を書写して罪を救ってもらいたいと頼まれる。生還した火君氏は、古丸の話を解状に記して大宰府に送る。大宰府はこれを朝廷に転送するが、大弁官は信用せず放置して20年が経ってしまう。
桓武天皇の時代になると、菅野真道が左大弁となって火君氏の解を見て天皇に奏上した。天皇は施皎僧頭という人物に、20年間に物部丸は苦を免れ得たか否か尋ね、僧頭は「地獄の1日1夜は、人間の百年なので、苦を受け始めたばかりである」と答えたので、勅使を遠江国に遣わして、解状に記す丸の事蹟を調査した。その結果、解状の報告は事実の通りであることがわかったので、天皇はこれを信じ、延暦15年（796年）3月7日から知識を募って写経を始め、善珠大徳、施咬僧頭などを招いて、平城京の野寺で、古丸のために法華経講読の大法会を設けたという。